# Peter 3. af Rusland
Peter 3. (russisk: Пётр III Федорович, tr. Pjotr III Fjodorovitj; født Karl Peter Ulrik, 21. februar 1728, død 17. juli 1762) var zar af Rusland i et halvt år i 1762. Han var psykisk svag og særdelses pro-preussisk. Det gjorde ham til en meget upopulær regent.

## Biografi

### Tidlige liv
Peter blev født den 21. februar 1728 på slottet i Kiel i Hertugdømmet Holsten. Han var søn af Karl Frederik, hertug af Holsten-Gottorp (nevø til Karl 12. af Sverige) og storfyrstinde Anna Petrovna af Rusland, datter af Peter den Store og hans anden kone Katarina 1. af Rusland. Hans blot tyve-årige mor døde af tuberkulose bare tre uger efter fødslen af sit barn. I 1739 døde også Peters far, og han blev hertug af Slesvig-Holsten-Gottorp under navnet Karl Peter Ulrik.
Hertug Karl Peter var svensk tronprætendent efter farmoderens søsters, dronning Ulrikke Leonores, død i 1741. I oktober 1742, Finlands lantdag i Åbo proklamerede den unge hertug sig som Finlands konge. Også Sveriges rigsdag besluttede at vælge ham som Sveriges tronarving.

### Russisk tronfølger
I 1741 blev hans mors søster Elisabeth regerende kejserinde af Rusland. Da hun ikke selv havde børn, hentede hun Peter til Rusland og erklærede ham for sin arving i 1742. Han konverterede til den russisk-ortodokse kirke under navnet Pjotr Fjodorovitj og fik titel af storfyrste.

### Ægteskab
I 1745 arrangerede Elisabeth et ægteskab med prinsesse Sophie Auguste Frederikke af Anhalt-Zerbst, som ligeledes konverterede til den russisk-ortodokse kirke og tog navnet Jekaterina Aleksejevna (senere kendt som Katarina den Store). Ægteskabet var ikke lykkeligt, og de tog begge adskillige elskere.

### Regeringstid
Kejserinde Elisabeth døde den 5. januar 1762 og Peter besteg den kejserlige trone. Peter favoriserede Preussen på mange måder. Som kejser trak han i 1762 Rusland ud af Den Preussiske Syvårskrig, sluttede fred med Preussen og gik i alliance med det. Han gik ind i planlægningen af en særdeles upopulær krig mod Danmark i et forsøg på at føre Slesvig tilbage til hans holstenske hertugdømme. Han satte sig også for at presse den russisk-ortodokse kirke til at indføre protestantiske ritualer.
Katarina og hendes elsker grev Grigorij Orlov russisk: Григорий Григорьевич Орлов satte sig for at fjerne Peter. Han blev arresteret og tvunget til at underskrive sin abdikation, hvorefter Katarina overtog magten med bred tilslutning. Kort tid efter blev Peter myrdet, mens han var i forvaring. Ingen blev stillet til ansvar for det, og det kunne føre til en formodning om, at mordet var beordret af kejserinden.
I december 1796 arrangerede Peters søn, zar Paul 1., som tog afstand fra sin mor, at Peter blev begravet med fuld honnør i Peter og Paul-katedralen i Sankt Petersborg.